# Mingshui (köping i Kina, Inre Mongoliet)
Mingshui (kinesiska: 明水, 明水镇) är en köping i Kina. Den ligger i den autonoma regionen Inre Mongoliet, i den norra delen av landet, omkring 980 kilometer nordost om regionhuvudstaden Hohhot.
Genomsnittlig årsnederbörd är 727 millimeter. Den regnigaste månaden är juli, med i genomsnitt 219 mm nederbörd, och den torraste är januari, med 3 mm nederbörd.